# Daxinkali

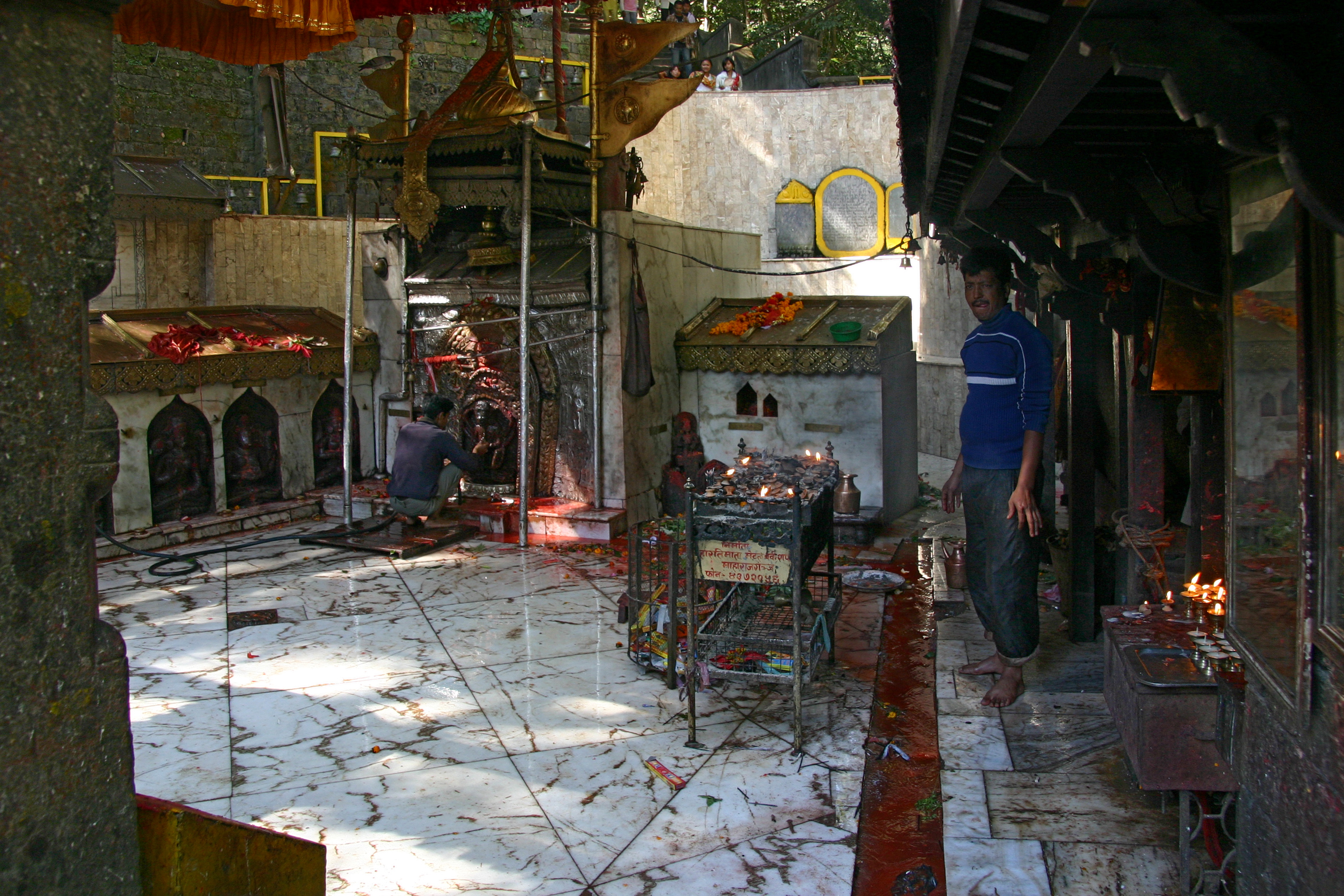
Świątynia w Daxinkali

Daxinkali (nep. दक्षिणकाली नगरपालिका) – gaun wikas samiti w środkowej części Nepalu w strefie Bagmati w dystrykcie Katmandu. Według nepalskiego spisu powszechnego z 2001 roku liczył on 822 gospodarstw domowych i 4427 mieszkańców (2228 kobiet i 2199 mężczyzn).